# Paul Broccardo
 Paul Broccardo , né le 15 avril 1902 à Dogliani Italie et mort le 6 novembre 1987 à Nice, est un coureur cycliste français. Professionnel de 1920 à 1935, il courut les Six-Jours.

## Palmarès sur route
- 1920
  - Course de côte de La Turbie
- 1921
  - Course de côte de La Turbie
  - 2e de Marseille-Nice
- 1922
  - Nice-Annot-Nice
  - Course de côte de La Turbie
  - 2e de Marseille-Nice
- 1923
  - Grand Prix de Nice
  - Course de côte de La Turbie
  - 2e de Nice-Puget-Théniers-Nice
  - 3e de Marseille-Nice
- 1925
  - Course de côte de La Turbie
  - 2e du Grand Prix d'Antibes
  - 3e de Nice-Annot-Nice
- 1926
  - Nice-Puget-Théniers-Nice
  - Course de côte de La Turbie
  - 2e du Grand Prix d'Antibes
  - 3e de Nice-Annot-Nice
- 1927
  - 2e de la course de côte du mont Faron
  - 3e du Grand Prix de L'Avenir Cycliste de Nice

## Palmarès sur piste
- 1927

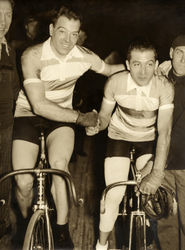
Piet van Kempen et Paul Broccardo, 1933

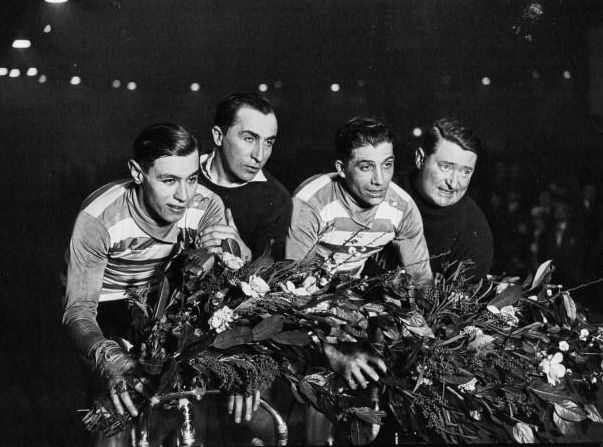
Guimbretière et Broccardo, vainqueur américaine, Vel'd'Hiv', 1934

  - Prix Goullet-Fogler (avec Alfred Letourneur)
- 1930
  - Six Jours de New York (avec Franco Giorgetti)
- 1931
  - Six Jours de Berlin (avec Oskar Tietz)
- 1932
  - Six Jours de Cologne (avec Emil Richli)
  - Six Jours de Marseille (avec Georges Wambst)
- 1933
  - Six Jours de Paris (avec Marcel Guimbretière)
- 1934
  - Six Jours de New York (avec Marcel Guimbretière)
  - Six Jours d'Amsterdam (avec Marcel Guimbretière)
  - Six Jours de Dortmund (avec Marcel Guimbretière)
  - Prix Hourlier-Comès (avec Marcel Guimbretière)
- 1935
  - Six Jours de Paris (avec Marcel Guimbretière)